# Microscope (constellation)
Microscopium
Pour les articles homonymes, voir Microscope (homonymie).
Le Microscope est une constellation de l'hémisphère sud, peu lumineuse.

## Histoire
La constellation du Microscope fut créée par Nicolas-Louis de Lacaille en 1752 afin de remplir les derniers pans de ciel austral sans dénomination. Comme beaucoup des 14 autres constellations créées par Lacaille, elle porte le nom d'un appareil scientifique, le microscope, inventé semble-t-il par le hollandais Zacharias Janssen en 1590.

## Observation des étoiles

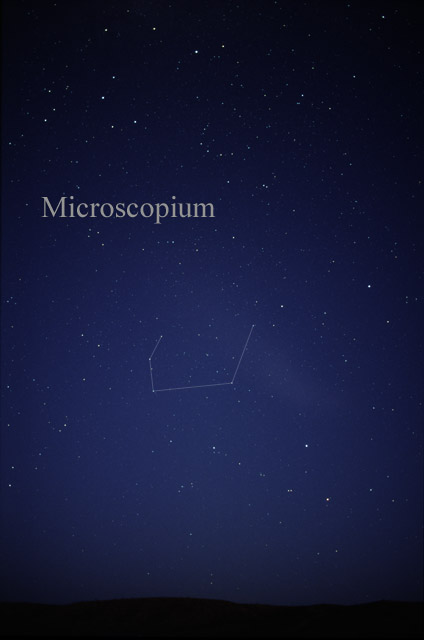
Constellation du Microscope.

Visibilité nocturne de la constellation.

La constellation est située dans un "désert" stellaire, et n'a guère de forme sensible ni d'étoile facilement repérable.
Si les conditions de visibilités sont très bonnes (mag 5), on repère assez facilement ε, γ et α, faibles étoiles dans le prolongement de l'alignement du Poisson austral. Le reste de la constellation est difficilement identifiable.

## Étoiles principales

### γMicroscopii
L'étoile la plus brillante de la constellation est γ Microscopii et n'a qu'une magnitude apparente de 4,67. C'est une étoile géante, 10 fois plus grande que le Soleil.
Il semble que, si l'on retrace le parcours de γ Microscopii à travers l'espace, elle se trouvait il y a 3,8 millions d'années à seulement 6 années-lumière du Système solaire et, avec une magnitude de -3, était aussi brillante que Vénus.

### Autres étoiles
Si γ Microscopii est bien peu lumineuse, les autres étoiles du Microscope sont encore moins brillantes.
AU Microscopii est une naine rouge à éruption de magnitude 8,8, distante de seulement 31,7 années-lumière. Elle est entourée d'un disque de poussière qui rappelle celui de β Pictoris (dans la constellation du Peintre).
Notons également Lacaille 8760, une autre naine rouge beaucoup plus proche de nous, distante d'environ 12,9 années-lumière. Elle est la naine rouge la plus brillante du ciel mais, à cause de sa faible magnitude apparente de 6,67, elle reste invisible à l'œil nu.

## Objets célestes
La constellation du Microscope est relativement pauvre en objets du ciel profond. Elle renferme cependant quelques galaxies, les plus brillantes étant NGC 6925 et NGC 6958, d'une magnitude apparente respective de 11,3 et 11,4. On peut aussi noter NGC 6923, de magnitude 12.
La constellation abrite également la paire de galaxies en interaction AM 2026-424 du catalogue Arp-Madore.